# 川本征平
川本 征平（かわもと しょうへい、1938年 - 2023年10月15日）は、日本の男性アニメーション美術監督、アトリエローク元代表取締役、杉並アニメ振興協議会会長である。島根県出身。

## 来歴・人物
広島県立広島工業高等学校建築科卒業後、地元の建設会社に就職するが、数ヶ月で退職する。姉夫婦を頼って大阪に移り、美術系の大学に進学するため関西美術院でデッサンなどを学ぶ。武蔵野美術学校に入学後、上京する。
卒業後はアルバイトでピー・プロダクションに入り、アニメの背景を描き始める。その後、武蔵野美術学校の同期である半藤克美（スタジオユニ創業者）に誘われ、東京ムービーに入社。美術のみならず、藤岡豊のアシスタントとして営業にも同行した。1967年頃に一度アニメ業界を退き、メキシコに渡って約1年間マヤ遺跡の拓本を取る仕事に従事する。帰国後はムクオスタジオや現代制作集団の協力スタッフを経て、藤岡からの仕事のオファーに応えるため、1969年に仕事仲間と「有限会社アトリエローク」を設立する。
代表作の1つである『ドラえもん（第2作第1期）』では、リニューアルされる2005年まで25年間美術設定を務めた。また、1980年に公開されたドラえもん映画作品第1作『ドラえもん のび太の恐竜』から1985年に公開された第6作『ドラえもん のび太の宇宙小戦争』まで美術監督を務め、同シリーズ初期の世界観構築に携わった。なお、川本は『ドラえもん（第1作）』でも美術監督も担当（鈴木森繁と共同）しているが、制作会社の日本テレビ動画が放送中に解散したことから、最終2話分ほどのギャラが宙に浮いてしまった。管財人と交渉したものの、結局1円も支払われずに終わったという。第1作を快く思わなかったとされる藤子・F・不二雄には参加していた事実を伏せていた。
2001年8月7日に設立された杉並アニメ振興協議会の会長に就任し、制作会社・スタジオの連携を図り経営改善や人材育成などに努めたほか、同協議会を窓口とするオリジナルタイトル開発やアニメーション制作に携わる。また、下請け会社のモチベーションを向上させるためにIPビジネスの教育に努めると同時に、「杉並ブランド」としてアニメーション制作を新たな地場産業とするべく川本はその整備に努めた。
2002年、東京都杉並区の援助で設立された「杉並アニメ匠塾」では、「世界に冠たる日本アニメの実情は虫食いだらけ。人材は育っていないし、作品の質も低下している」との理由からアニメーターの養成を始める。
2003年、「アニメらしいアニメを子供たちに見せたい」、「自然破壊のあおりでカエルは激減している。子どもたちに環境問題に関心をもってもらうには格好の題材」などという理由から、川本自らオリジナルタイトルを考案し、「杉並ブランド」として『サヨナラ、みどりが池 ～飛べ！凧グライダー!!～』を製作した。また、2006年には杉並区内の全小・中学校に頒布された文庫本を原作とする、第2作『ココロマメ』の制作に携わった。
2007年、有限会社アトリエロークを「株式会社アトリエローク07」へ改組すると同時に、代表取締役を同社スタッフの森元茂に引き継がせた。以後はアニメ業界の第一線を退き、画家として活動する。
2018年3月、東京アニメアワード功労部門を受賞する。
2019年4月18日から同月24日まで、新宿区のギャラリー絵夢にて「川本征平展」が開催された。
2023年3月10日、第46回日本アカデミー賞特別賞を受賞される。同年10月15日、収縮性心膜炎のため死去する。84歳没。

## 参加作品

### テレビアニメ
1966年
- レインボー戦隊ロビン（ - 1967年、背景）

1971年
- 天才バカボン（ - 1972年、背景）
- ルパン三世 第1期（ - 1972年、背景）

1972年
- 赤胴鈴之助（ - 1973年、背景）

1973年
- エースをねらえ!（背景）
- ドラえもん（第1作）（美術監督）

1974年
- アルプスの少女ハイジ（背景）

1975年
- フランダースの犬（背景）
- みつばちマーヤの冒険（背景）

1977年
- ジェッターマルス（美術）
- おれは鉄兵（ - 1978年、美術監督）

1978年
- 一球さん（美術設定）
- 未来少年コナン（背景）

1979年
- まえがみ太郎（美術監督）
- ドラえもん（第2作第1期）（ - 2005年、美術設定・美術監督）

1980年
- 怪物くん（ - 1982年、美術設定）

1982年
- フクちゃん（美術設定）

1984年
- オヨネコぶーにゃん（美術設定）

1985年
- 小公女セーラ（美術設定）

1987年
- 愛の若草物語（美術設定）
- アニメ80日間世界一周（ - 1988年、美術）

1989年
- ピーターパンの冒険（美術設定）

1992年
- 風の中の少女 金髪のジェニー（美術設定デザイン）

2000年
- コレクター・ユイ 第2期（美術監督）

### OVA
- サヨナラ、みどりが池（2003年、総指揮・原案[注釈 4]）[7]

### 劇場アニメ
1980年
- 森は生きている（美術監督、美術デザイン）
- ドラえもん のび太の恐竜（美術監督）

1981年
- ドラえもん のび太の宇宙開拓史（美術監督）

1982年
- ドラえもん のび太の大魔境（美術監督）
- 21エモン 宇宙へいらっしゃい（美術監督）

1983年
- ドラえもん のび太の海底鬼岩城（美術設定）

1985年
- ドラえもん のび太の宇宙小戦争（美術監督）

1986年
- ドラえもん のび太と鉄人兵団（美術設定）

1987年
- ドラえもん のび太と竜の騎士（美術設定）

1989年
- 宇宙皇子（地上編）（美術）
- ドラえもん のび太の日本誕生（美術設定）

1990年
- ドラえもん のび太とアニマル惑星（美術設定）

1991年
- ドラえもん のび太のドラビアンナイト（美術設定）

1992年
- ドラえもん のび太と雲の王国（美術設定）

1993年
- ドラえもん のび太とブリキの迷宮（美術デザイン）

1994年
- ドラえもん のび太と夢幻三剣士（基本設定）

1995年
- ドラえもん のび太の創世日記（美術レイアウト）

1996年
- ドラえもん のび太と銀河超特急（基本設定）

1997年
- 機関車先生（美術）
- ドラえもん のび太のねじ巻き都市冒険記（基本設定）

1998年
- ドラえもん のび太の南海大冒険（基本設定）

1999年
- ドラえもん のび太の宇宙漂流記（基本設定）
- MARCO 母をたずねて三千里（美術監督）

2000年
- ドラえもん のび太の太陽王伝説（基本設定）

2001年
- ドラえもん のび太と翼の勇者たち（基本設定）

2002年
- ドラえもん のび太とロボット王国（基本設定）

2003年
- ドラえもん のび太とふしぎ風使い（基本設定）

2004年
- ドラえもん のび太のワンニャン時空伝（基本設定）